# آن جوزاف ترواين دو ميريكور
آن جوزاف ترواين دو ميريكور. (بالفرنسية: Anne-Josèphe Théroigne de Méricourt)، (بالإنجليزية: Theroigne de Mericourt)، ولدت في 13 أغسطس 1762 في ماركورت وهي بلدة صغيرة في مقاطعة لوكسمبورغ، بلجيكا الحديثة.وتوفيت في 8 يونيو 1817 في مستشفى بيتي سالبترير في باريس، كان مغنية، رئيس ومنظم للثورة الفرنسية. معروفة لادائها في الصحافة الثورة الفرنسية ولحقها انهيار عصبي.

## النشأة (1767-1789)
ولدت آن جوزيف تيروان في ماركورت في رانديو لوالدها بيير تيروان (مواليد 1731) ووالدتها آن إليزابيث لاهاي (1732-1767). توفيت والدتها بعد ولادة طفلها الثالث تاركة آن جوزيف واثنين من إخوانها (بيير جوزيف وجوزيف) لوحدهم مع والدهم. أُرسلت للعيش مع خالتها في لييج بعد وفاة والدتها، ووُضعت في مدرسة الدير حيث تعلمت كيفية الخياطة. تزوجت خالتها وتوقفت عن دفع أقساط مدرستها بعد حوالي عام من بدء آن جوزيف بالمدرسة. هربت إلى منزل والدها بعد زواج خالتها لأنها أُجبرت على العمل كخادمة في المنزل ورعاية أطفال خالتها.
لم تكن حياتها في منزل والدها أفضل من حياتها في منزل خالتها، فقد عاملتها زوجة أبيها بنفس القسوة التي عوملت بها سابقًا. ذهب شقيقها الأكبر إلى ألمانيا للعيش مع أقاربٍ للعائلة هناك باسم كامبينادوس. ذهبت آن جوزيف في سن الثالثة عشر وشقيقها الأصغر إلى خوريس للبقاء مع بعض أقارب والدهم. لم تسطع البقاء في خوريس لمدة طويلة بسبب شعورها بالازدراء والإرهاق، فعادت نتيجة لذلك إلى خالتها في لييج لكنها تلقت نفس المعاملة السابقة. أدركت بأنها بحاجة لبدء حياتها الخاصة فتعلمت تربية الأبقار في سوجنيه، وهي مقاطعة في محافظة ليمبورغ. عادت إلى لييج بعد ثلاث سنوات لتعمل كخياطة فواجهت نفس المعاملة السيئة. لجأت آن جوزيف إلى خالتها الأخرى كلامند التي عاشت في خوريس.
ذهبت آن جوزيف مع امرأة طلبت منها العمل عندها في أنتويرب كمربية. تخلّت عنها المرأة في نزل كانوا يقيمون فيه بعد بضعة أسابيع. حالفها الحظ بعد هذه الحادثة بامرأة أخرى تُدعى السيدة كولبير كانت قد رأتها وأخذتها معها للعمل كمربية لأطفالها. انتقلت للعيش مع السيدة كولبير في السادسة عشر من عمرها. عاشت حياتها في تلك الفترة بين تعليم أطفال السيدة كولبير ودراسة غناء الأوبرا في عدة عواصم أوروبية.
تعرّفت آن جوزيف على رجل إنجليزي ثري في منزل السيدة كولبير. دخل هذا الرجل إلى منزل السيدة في إحدى الليالي التي لم تكن فيها هناك وطلب من آن جوزيف الزواج به والقدوم معه. لم تقبل بالزواج كما قالت عندما تحدثت عن القصة، فخطفها من المنزل وأخذها بالقوة. ورث هذا الرجل العديد من الأملاك وسافر هو وآن جوزيف للعيش هناك. عاد الرجل الإنجليزي إلى إنجلترا بعد فترة وجيزة في عام 1787، وتركها في باريس مع مائتي ألف جنيه فرنسي.
أقامت آن جوزيف علاقة مع ماركيز دي بيرسان البالغ من العمر ستين عامًا في وقت ما بين عامي 1784 و 1787، وهو مستشار في البرلمان في باريس. لا يوجد الكثير من التفاصيل حول علاقتهما بسبب غموضها، ولكنهما كانا يتواصلا عبر الرسائل وأنه كان يُرسل لها العديد من الهدايا. بدأت العمل كمومس واختارت اسم مادامويسيل كامبينادو كاسم مستعار لها. التقت خلال عملها بجياكومو ديفيد وهو أحد الفنانين الإيطاليين المعروفين. أُلهمت بعد اللقاء به للابتعاد عن ماركيز دي بيرسان ومتابعة مسيرتها الغنائية.
تعرفت آن جوزيف على مغني الأوبيرا جوستو فرناندو تندوتشي. لم تتمكن من دفع تكاليف الدروس التي كانت تتلقاها فأقام معها اتفاقية بمساعدة محاميه الخاص. لم تعلم بخطة تيندوتشي الذي يريد أن يأخذ منها كل ما تملكه من أموال وتسديد ديونه القديمة. سافرت آن جوزيف إلى عند والدها ولكنها اكتشفت خبر وفاته في طريقها إليه فاضطرت إلى تغيير خططها. لم يكن تيندوتشي قادرعلى تنفيذ خطته لأنه لم يعد لديه سبب لزيارتها وتحصيل المال منها. عمل تندوتشي على إقناعها بالسفر معه إلى إيطاليا واصطحاب شقيقيها وشقيقها غير الشقيق بييرو، ونص الاتفاق على أن يعيد لها نفقات السفر كلها. سافروا بعدها إلى جنوة في إيطاليا في الفترة التي تتراوح بين أيار/مايو 1787 وشباط/فبراير 1788.
اعترف تندوتشي بنواياه الحقيقية لآن جوزيف، فطلبت المساعدة من الأصدقاء والمحامين الذين أكدوا لها أن العقد غير صالح. قررت آن جوزيف بعدها الذهاب إلى روما ولكنها لم تكن تملك المال الكافي. تلقت المساعدة من فريدريك بيريجو وهو مصرفي سويسري، وتمكن من مساعدتها في السفر. بدأت الشائعات حول تفشي الثورة في روما. سافرت بعدها من إيطاليا إلى باريس في أيار/مايو في عام 1789 بعد أن كان شقيقها الأصغر في روما.

## الدور في الثورة الفرنسية (1789-1790)

### شريط الملك والجمعية الوطنية
كانت أول مشاركة لآن جوزيف في الثورة في 17 تموز/يوليو في عام 1789، وذلك عندما كان الملك لويس السادس عشر في فندق دي فيل يبارك الثورة بينما كان يرتدي شريطًا ثلاثي الألوان. كانت ترتدي ثياب الرجال لتمويه جنسها لتجنب التمييز الذي كانت تواجهه النساء حينها.
حضرت اجتماعًا مهمًا للجمعية الوطنية لمناقشة حال الثورة السريعة الانتشار في 4 آب/أغسطس في عام 1789. صدر إعلان حقوق الإنسان والمواطن بحلول نهاية الشهر. قررت بعدها الانتقال إلى فرساي لضمان حضورها لجميع اجتماعات الجمعية الوطنية. تعلمت قدر المستطاع عن الأحداث الجارية مثل مسيرة المرأة في فرساي حتى تتمكن من فهم القضايا والبدء في المساعدة فيها. انتقلت إلى باريس في تشرين الأول/أكتوبر في عام 1789 حتى تتمكن من الاستمرار في حضور اجتماعات الجمعية الوطنية التي تُعقد الآن هناك.

### جمعية أصدقاء القانون
أسس كل من آن جوزيف وجيلبرت روم جمعية أصدقاء القانون في كانون الثاني/يناير في عام 1790، وهو النادي الذي سعى لتشجيع ومساعدة العمل الوطني في المقاطعات. لم يبقى النادي فترة طويلة فحولت آن جوزيف حماستها الثورية إلى خطاب في نادي كورديليرز وتراسات الجمعية الوطنية. دعمت أيضًا تشكيل الأندية الوطنية المختلطة بين الجنسين بعد أن شعرت بالإحباط من تدني مستوى الفرص المتاحة للوطنيات الإناث، وعُرفت في هذا الوقت باسم ثيروين دي ميريكورت.

## السجن النمساوي (1790-1792)
غادرت آن جوزيف باريس وانتقلت إلى ماركورت بعد تأثرها وانزعاهجا من الإعلام الملكي القمعي في شهر أيار/مايو من عام 1790. انتقلت إلى لييج بعد فترة قصيرة حيث اعتقلتها الحكومة النمساوية، ونقلتها أولاً إلى تيرول وبعد ذلك إلى قلعة كوفشتاين حيث استُجوِبت بشأن أنشطتها الثورية. خُطفت على يد ثلاثة من المرتزقة في رحلة استغرقت عشرة أيام إلى النمسا، وتعرضت خلالها للتخويف والاغتصاب على أيديهم.
عُيِّن فرانسوا دي بلانك من قبل المستشار الإمبراطوري الذي يُدعى الأمير كونيتز ليكون المحقق في قضيتها. وجد بلانك بعد حوالي شهر من الاستجواب الشديد أنها لا تملك معلومات مفيدة لتقدمها، وأن الكثير من الشائعات المتعلقة بها كانت خاطئة. تعامل بلانك معها بعاطفة في النهاية ورتب لإطلاق سراحها بعد أن اكتشف أن لديها العديد من المشكلات الصحية بما في ذلك الاكتئاب والأرق والصداع النصفي وسعال الدم.

## الدور في الثورة الفرنسية. (1792-1793)

### العودة إلى باريس
عادت إلى باريس في كانون الثاني/يناير في عام 1792. كانت أخبار الأسر التي تعرضت له في النمسا قد سبقتها وحصلت نتيجة لذلك على الكثير من الترحيب حيث ظهرت بمكانة بطلة. تحدثت في نادي يعقوب في 1 شباط/فبراير حيث وصفت محنتها، وأُشيد بها بأنها "واحدة من أول أمازونات الحرية."

### قصر تويلري
كان لآن جوزيف يد في وفاة السجناء الملكيين في ساحة فاندوم خلال ثورة 10 آب/أغسطس. واتُهمت بأنها قتلت حتى الموت المؤلف الملكي فرانسوا لويس سولو ولكن هذا التهام لم يكن صحيح. حصلت لاحقًا على التاج المدني لشجاعتها في 10 آب/أغسطس في عام 1792.

### الانتماء إلى جيروند
ظلت نشاطاتها الثورية خامدة للفترة المتبقية من عام 1792. ألّفت سلسلة من اللافتات تدافع عن المشاركة الفعالة للمرأة في تشجيع الواجب الوطني في أوائل عام 1793. تحالفت في هذه المرحلة مع الجيرونديين، وهم فصيل سياسي على خلاف مع اليعاقبة المتطرفين.
تعرضت في 15 أيار/مايو للهجوم من قبل مجموعة من النساء المتحالفات مع اليعاقبة أثناء إلقاءها خطابًا في حديقة التويلري. اعترضت النساء على اعتراضاتها على المشاعر المؤيدة للجيروندين، وجردوها من ملابسها وضربوها بشدة.  أنقذها تدخل جان بول مارات، ولكنها عانت بعد ذلك من الصداع والمتاعب العقلية.
المأسسة والموت (1794-1817)
أصبح سلوكها العقلي مضطربًا، ووُصفت بالجنون ووُضعت بعدها في المأوى في فوبورج مارسو في 20 أيلول/سبتمبر في عام 1794. أُرسلت في النهاية إلى مستشفى سالبيترير في عام 1807 حيث عاشت لمدة عشر سنوات. توفيت هناك في 9 حزيران/يونيو في عام 1817.

## وصلات خارجية
- مؤلفات Théroigne de Méricourt في مشروع غوتنبرغ
- أعمال أو نبذة عن آن جوزاف ترواين دو ميريكور على أرشيف الإنترنت